# Robert Ferro

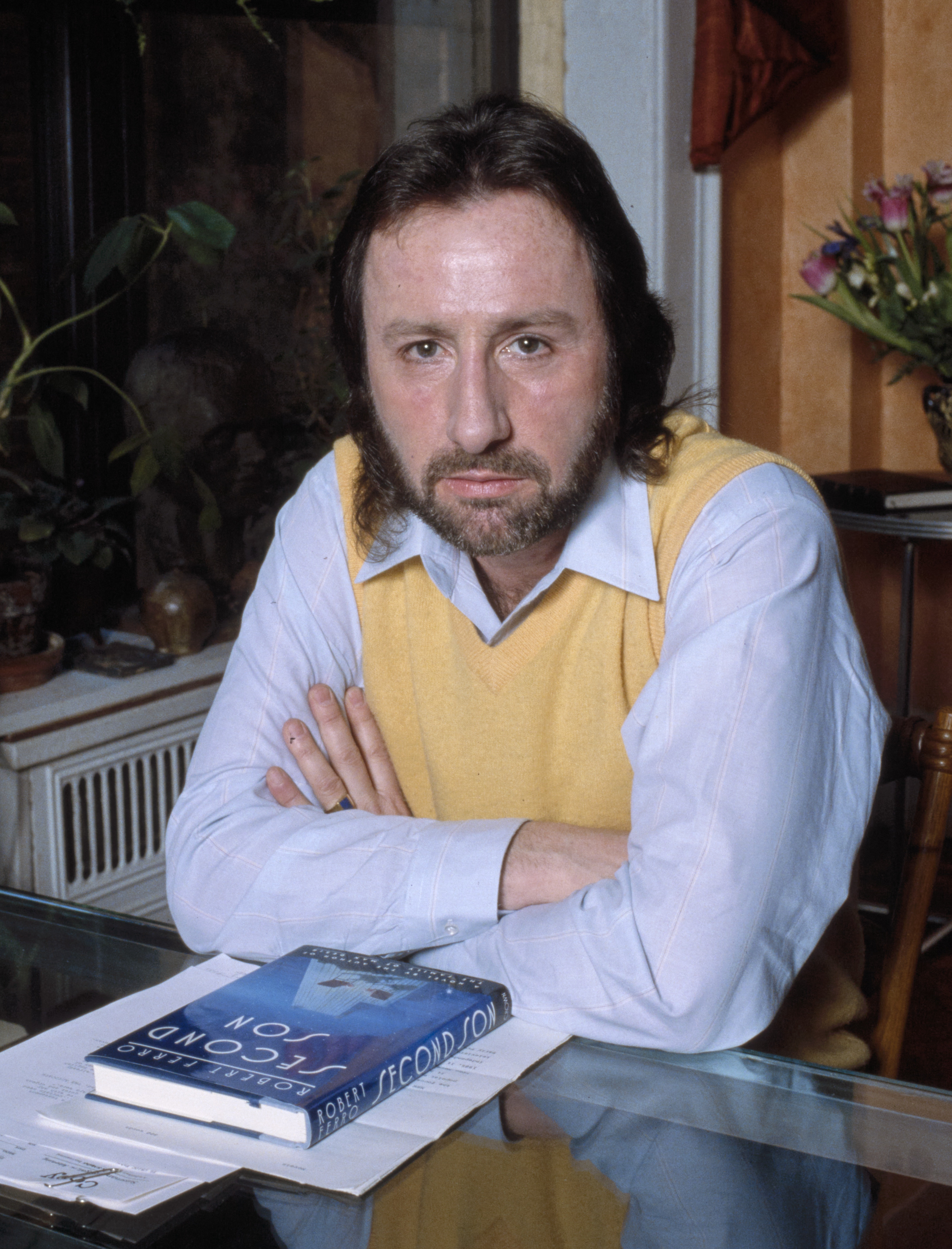
Robert Ferro, 1988

Robert Ferro (* 21. Oktober 1941 in Cranford, New Jersey; †  11. Juli 1988 in Ho-Ho-Kus, New Jersey) war ein US-amerikanischer Schriftsteller und Hochschullehrer.

## Leben
Ferro besuchte die Cranford High School und studierte an der Rutgers University und an der University of Iowa, wo er einen Master-Abschluss erreichte. Am Iowa Writers’ Workshop lernte er Kreatives Schreiben.  An der Adelphi University im Bundesstaat New York lehrte Ferro als Hochschullehrer. In seinen Büchern beschäftigte sich Ferro als Autor mit Beziehungen homosexueller Menschen in den Familien.
Am  11. Juli 1988 verstarb Ferro an den Folgen von AIDS mit 46 Jahren im elterlichen Haus in New Jersey. Sein langjähriger Lebensgefährte war der US-amerikanische Autor Michael Grumley, der im gleichen Jahr an AIDS verstarb. In Erinnerung an die beiden Schriftsteller Ferro  und Grumley wird seit 1990 der LSBT-Literaturpreis Ferro-Grumley Award in New York City jährlich von der Organisation Publishing Triangle vergeben.

## Werke (Auswahl)
- The Others, Scribner, 1977, ISBN 0-684-15137-5
- The Family of Max Desir, Dutton, 1983, ISBN 0-525-24197-3
- The Blue Star, Plume, 1985, ISBN 0-452-25819-7
- Second Son, Crown, 1988, ISBN 0-517-56815-2